# Alexander Salby
Alexander Salby (Aabenraa, 4 giugno 1998) è un ciclista su strada danese che corre per il team Li Ning Star.

## Palmarès

### Strada
- 2023 (Bingoal WB, una vittoria)

7ª tappa La Tropicale Amissa Bongo (Cap Estérias > Libreville)
- 2024 (Bingoal WB, una vittoria)

5ª tappa Ster ZLM Toer (Oosterhout > Oosterhout)
- 2025 (Li Ning Star, otto vittorie)

2ª tappa Tour of Thailand (Sdok Kok Thom > Ta Phraya)
3ª tappa Tour of Thailand (Aranyaprathet > Wang Nam Yen)
5ª tappa Tour of Thailand (Sa Kaeo > Sa Kaeo)
Classifica generale Tour of Thailand
5ª tappa Tour of Hainan (Changjiang > Sanya)
1ª tappa Yellow River Estuary (Dongying) Road Cycling Race (Fengming Sports Park > Lijin Cultural and Art Center)
3ª tappa Tour of Qinghai Lake (Huzhu > Menyuan)
8ª tappa Tour of Qinghai Lake (Xihaizhen > Xihaizhen)

#### Altri successi
- 2025 (Li Ning Star)

Classifica a punti Tour of Thailand

## Piazzamenti

### Classiche monumento
- Parigi-Roubaix

2023: ritirato
2024: ritirato